# 揚げ鶏
揚げ鶏は鶏肉を揚げた料理。 多くの国に揚げ鶏が存在する。
- アヤムゴレン（インドネシア）
- オレンジチキン（アメリカ）
- 香雞排（台湾）
- セサミチキン（アメリカ）
- せんざんき（日本）
- チキン65（インド）
- チキンカツ（日本）
- チキンキエフ（ウクライナ、ロシア）
- チキン・ナゲット（アメリカ）
- チキン南蛮（日本）
- チキンボール
- 鶏のから揚げ（日本）
- フライドチキン（アメリカ）
- ヤンニョムチキン（韓国）
- 油淋鶏（中国）
- 辣子鶏（中国）
- レモンチキン（アメリカ）